# Lapatos
Lapatos (gr. Λάπαθος, tur. Sınırüstü) – wieś na Cyprze, w dystrykcie Famagusta. Położona jest na terenie republiki Cypru Północnego.